# 小川有里
小川 有里（おがわ ゆり、本名：小川由里、1946年 -）は、日本の小説家、エッセイスト、SF作家。高知県出身。昭和55年（1980年）、星新一ショートショート・コンテスト（現在の小説現代ショートショート・コンテスト）に「美女マスク」で入選。以後、「小説現代」、「別冊文藝春秋」で活躍。介護福祉や高齢者をテーマにした作品が多い。
1988年から家族介護誌「さやしい手」（婦人生活社）にショートショートを連載、後に単行本化。2003年より「サンデー毎日」に、銀行を定年退職した夫をモデルとしたショートショート「定年チーパッパ」を連載し、後に単行本化。

## 未単行本化作品
- 「美女マスク」、『ショートショートの広場2』収録、1980年4月
- 「眼の記憶」、『ショートショートの広場4』収録、1982年7月
- 「拾った鋏」、「小説現代」、1988年12月

## 著書
- 『究極のじじ、ばば童話　悟りのおじいさん、ぎらぎらのおばあさん』、日新報道、 2000年11月
- 『定年ちいぱっぱ　二人はツライよ』、毎日新聞社、2005年9月
- 『定年オヤジのしつけ方』、講談社、2007年1月
- 『負けるな姑! 嫁怪獣（ヨメサウルス）に喰われるな』、講談社、2009年4月